# Bonneval (Savoia)
Bonneval è un comune francese di 110 abitanti situato nel dipartimento della Savoia della regione dell'Alvernia-Rodano-Alpi.

## Società

### Evoluzione demografica
Abitanti censiti